# Santomasia
Santomasia é um género botânico pertencente à família Hypericaceae, apresentando uma única família.

## Espécie
Santomasia steyermarkii ( Standl. ) N.Robson

## Nome e referências
Santomasia N.Robson